# アジアマイルチャレンジ
アジアマイルチャレンジ (Asian Mile Challenge、亞洲一哩挑戰賽）は、2005年に創設された上半期のアジア地域における1マイル前後の競馬の国際競走シリーズである。

## 沿革
このシリーズは日本の日本中央競馬会（JRA）と香港の香港ジョッキークラブ（HKJC）が共同主催提携を結んで、年度上半期に1600メートルの距離で争われる香港の「チャンピオンズマイル」と日本の「安田記念」の2競走を対象にアジア各国のマイラーホースに広く参加を呼びかけレベルアップを図る目的で2005年に創設された。
2006年にはオーストラリアのメルボルンレーシングクラブとアラブ首長国連邦（ドバイ）のドバイレーシングクラブが新たに参入し、両国の「フューチュリティステークス」と「ドバイターフ」の2競走が加わった。
2007年にチャンピオンズマイルが国際G1となり、アジアマイルチャレンジを構成する4競走はいずれもが国際GIとなった。またボーナス登録に関するルールが一部見直された（後述）。
2008年、この年は341頭のシリーズ登録があった。
2012年以降休止されている。

## シリーズ登録
シリーズ登録とは、アジアマイルチャレンジチャレンジボーナスへ登録することで対象競走の優勝馬関係者に後述のチャレンジボーナスが交付される制度である。ボーナス登録とも呼ばれる。
2006年まではボーナス登録がシリーズ全競走の予備登録を兼ねていたが、2007年は撤廃されて競走ごとに別途予備登録を要することとなった。
2008年のシリーズよりシリーズ登録をしていない馬についても、あとから3回の有料の追加登録の機会が設けられた。さらにふたたびシリーズ登録が各シリーズ構成競走への予備登録を兼ねることになった（ドバイデューティーフリーのみ条件付き）が、2011年にこのシリーズ登録制度は全廃された。

## シリーズ対象競走
|       | 開催国・競走名             | 格付        | 施行競馬場           | 施行コース |
| ----- | -------------------------- | ----------- | -------------------- | ---------- |
| 第1戦 | フューチュリティステークス | 国際Group 1 | コーフィールド競馬場 | 芝1400m    |
| 第2戦 | ドバイターフ               | 国際Group 1 | メイダン競馬場       | 芝1800m    |
| 第3戦 | チャンピオンズマイル       | 国際Group 1 | 沙田競馬場           | 芝1600m    |
| 第4戦 | 安田記念                   | 国際Grade I | 東京競馬場           | 芝1600m    |

- 外国馬の出走可能頭数
  - チャンピオンズマイル 7頭（フルゲート14頭）
  - 安田記念 9頭（同18頭）
- 主催者は外国馬の関係者に対して旅行費用、宿泊費などを支給する。

## ボーナス

### 2010年度まで
シリーズ4競走のうち2競走以上で優勝した競走馬の馬主と調教師にはボーナス賞金が交付された。内訳は以下の表のとおり。
| 勝利数 | 賞金額      | 日本円レート |
| ------ | ----------- | ------------ |
| 2勝    | 100万USドル | 1億1,500万円 |
| 3勝    | 200万USドル | 2億3,000万円 |
| 全勝   | 400万USドル | 4億6,000万円 |

### 2011年度
上記のボーナス賞金の交付が撤廃され、4戦中先に2勝した競走馬の馬主に高級車が贈呈され、調教師には管理馬を2か国以上の対象競走に出走し6着以内に入着すると獲得できるポイントのもっとも高い調教師を「優勝者」とし、高級車を贈呈する方式に変更された。

## 歴代のシリーズ優勝馬
| 実施年 | フューチュリティS    | ドバイDF         | チャンピオンズマイル | 安田記念         | ボーナス獲得馬     |
| ------ | -------------------- | ---------------- | -------------------- | ---------------- | ------------------ |
| 2005年 | 対象外               | 対象外           | ブリッシュラック     | アサクサデンエン | 該当馬なし         |
| 2006年 | フィールズオブオマー | デビッドジュニア | ブリッシュラック     | ブリッシュラック | ブリッシュラック   |
| 2007年 | アクアダモーレ       | アドマイヤムーン | エイブルワン         | ダイワメジャー   | 該当馬なし         |
| 2008年 | ニコネロ             | ジェイペグ       | グッドババ           | ウオッカ         | 該当馬なし         |
| 2009年 | ニコネロ             | グラディアトラス | サイトウィナー       | ウオッカ         | 該当馬なし         |
| 2010年 | タイフーントレイシー | アルシェマーリ   | エイブルワン         | ショウワモダン   | 該当馬なし         |
| 2011年 | モアジョイアス       | プレスヴィス     | エクステンション     | リアルインパクト | （ボーナス制廃止） |

※国旗は優勝時の調教国。